# Мечът на истината (сериал)
 Тази статия е за сериала.  За литературната поредица вижте Мечът на истината.  
„Мечът на истината“ (на английски: Legend of the Seeker, Легенда за Търсача) е американски телевизионен сериал. Създаден е от Сам Рейми въз основа на популярната фентъзи поредица на Тери Гудкайнд „Мечът на истината“, издадена на над 20 езика, включително в България.
Премиерата на сериала е на 1 ноември 2008 г. в САЩ и се излъчва в два сезона, преди да бъде спрян през 2010 г.
Сериалът проследява пътешествията на дългоочаквания „Търсач на истината“ на име Ричард Сайфър (Крейг Хорнър), Майката Изповедник на име Калан Амнел (Бриджит Рийгън), магьосник на име Зедикус Зу'л Зорандер  (Брус Спенс) и морещица на име Кара (Табрет Бетел), докато те защитават хората от своето царство от тирания и разрушение. Въпреки че имената и местата са едни и същи, историята в телевизионния сериал е различна от тази в книгите.

## Сюжет
Историята се развива в свят, създаден от автора Тери Гудкайнд в поредицата му фентъзи романи „Мечът на истината“. Трите основни провинции са Западната земя, Средната земя и Д'Хара. Западната земя е отделен от Средната земя с магическа граница, създадена, за да предотврати навлизането на магия в Западната земя. От другата страна на Средната земя е Д'Хара, управлявана от Даркен Рал. Търсачите са придружени от Магьосник от Първия орден и Изповедници – древен женски орден, които се грижат за благополучието на хората от Средната земя и Търсача.
Първият сезон е свободно базиран на първата книга от поредицата „Мечът на истината“, „Първото правило на магьосника“. Някои от историите включват събития и герои, които не се срещат в книгите, докато други свободно адаптират събития от книгата. Историята започва след нахлуването на армията на Даркен Рал в Средната земя. Калан Амнел, Майка Изповедник, се впуска в Западната страна в търсене на магьосник и Търсача, за когото е пророкувано, че ще победи Рал. Калан намира магьосника Зедикус Зу'л Зорандер и Търсача, млад мъж на име Ричард Сайфър, който е принуден да приеме съдба, за която никога не е знаел. Заедно те тръгват на мисия, за да открият и победят Даркен Рал.
Вторият сезон е свободно базиран на „Камъкът на сълзите“ – втората книга от поредицата на Гудкайнд. Той разказва историята за това как Ричард, Калан и Зедикус откриват, че търсенето им през първия сезон ги е накарало неволно да помогнат на Пазителя на Подземния свят да създаде разкъсвания във воала, който разделя земята на мъртвите от света на живите. Новата им мисия е да намерят Камъка на сълзите, да запечатат разломите между световете и да победят Пазителя. В тази мисия към тях се присъединява Кара, морд-сит и техен бивш враг.

## Епизоди и заснемане
Премиерата на сериала е на 1 ноември 2008 г. в Съединените щати и се излъчва всяка седмица в събота или неделя, в зависимост от местната телевизионна станция. Базиран е на романа „Първото правило на магьосника“ . В допълнение към 22-та епизода от първия сезон, сериалът е подновен от Дисни за втори сезон.
Снимките на втория сезон започват през юли 2009 г. Той е базиран на продължението на „Първото правило на магьосника“, „Камъкът на сълзите“. Първият епизод е излъчен на 7 ноември 2009 г. Сезонът се състои от 22 епизода.
Продукцията трябва да започне през май 2008 г., но е забавена с шест седмици. Сериалът е заснет изцяло в Нова Зеландия с висока резолюция. Снимките се провеждат на различни места в Окланд и извън него: в Henderson Valley Studios, в покрайнините на града и в планинския район около Куинстаун.

## Актьорски състав и герои
- Крейг Хорнър като Ричард Сайфър[5] – Търсачът на истината. Когато Даркен Рал изпраща войниците си да убият всеки първороден син в Бренидон, Зед помага на Ричард, като го довежда в Хартланд и го дава на Джордж и Мери Сайфър. В сезон 1, епизод 1, „Пророчество“, Калан пристига в Хартланд, за да намери Ричард и Зед. Зед казва на Ричард кой е всъщност – Търсачът, предопределен да победи Даркен Рал. Заедно те се изправят срещу Даркен Рал, но когато побеждават Рал, те причиняват разкъсване на завесата, която разделя Света на живите от Подземния свят, и те трябва да намерят Камъка на сълзите, за да запечатат разрива. По-късно се разкрива, че полубратът на Ричард е Даркен Рал и че той ще наследи трона, който той решава да отхвърли.
- Бриджит Рийгън като Калан Амнел[5] – Майката-изповедник. Наричана е „Майка-изповедник“ само в първия сезон, епизод десет, „Жертва“. След като Ричард е назначен, тя се заклева да го защитава с живота си и доказва, че е достойна за екипа, защото по време на битки, когато има възможност и когато е необходимо, изповядва хора (използва силите си, за да ги постави под контрол), за да могат те да открият информация и временно да добавят някого към екипа си.
- Брус Спенс като Зедикус Зу'л Зорандер – Първият магьосник и магьосник от Първия ордер. След като Ричард е обявен за Търсач на истината, той се заклева да го защити с живота си. Той доказва, че е достоен за екипа, особено по въпроси, свързани с магия. Когато няма с кого да се изповяда, Калан обикновено намира правилния отговор. Никога не бърза, винаги обмисля последствията от действията си и никога не пропуска да обмисли какво трябва да се направи. В епизод 4 от първи сезон той разкрива на Калан, че е дядото на Ричард.
- Табрет Бетел като Кара Мейсън [6] (сезон 2) – Морд-Сит. Тя е тази, която помага на Ричард да убие Даркен Рал. В сезон 2, епизод първи, „Бележена“, когато нейните Сестри от Агиел я предават, Ричард я спасява. След този инцидент и осъзнавайки, че Ричард е законният лорд Рал, двамата се защитават взаимно с живота си. Кара винаги е свадлива и остра на езика си и има стомаха да убива добри хора, когато никой друг не може. Тя подхожда към проблемите с най-простите, най-директните и обикновено най-насилствените решения, често за огорчение и забавление на останалите.

### Повтарящи се герои
- Крейг Паркър като Даркен Рал – полубратът на Ричард и императорът на Д'Хара. Даркен Рал веднъж изпраща своите убийци да убият всяко първородно дете в Бренидон, така че Търсачът да е едно от убитите деца и това да попречи на „съдбата“ на Търсача да се изпълни, но Зед бяга с Ричард и го отглежда в Хартланд. След това Даркен Рал се опитва всякакси да убие Ричард. Във втори сезон Даркен Рал принуждава Ричард да го възкреси и Рал се завръща в света на живите. След като осъзнава, че поражението му е причинило и друга заплаха, свързана с пророчеството, според което Търсачът ще достави Камъка на сълзите на Пазителя, той неохотно се присъединява към Ричард, за да унищожи Пазителя завинаги, като изпраща групата Морд-Сит, за да помогне на Ричард и останалите да достигнат до Стълбовете на Сътворението. В оригиналния роман Даркен е баща на Ричард, а не брат.
- Дейвид де Лотур като Майкъл Сайфър (сезон 1) – доведен брат на Ричард и първи съветник на Хартланд. Майкъл винаги е гледал отвисоко на Ричард и никога не му е казвал за произхода му, защото баща им, Джордж Сайфър, го е накарал да обещае да не казва на Ричард. В сезон 1, епизод 14, „Хартланд“, Майкъл е убит от Д'Харан, докато се опитва да помогне на Ричард и Калан.
- Брук Уилямс като Дженсен Рал – сестрата на Ричард и Една от Ненадарените. Като Една от Ненадарените Дженсен не може да бъде засегната от магия, нито може да използва магия. В сезон 2, епизод 21, „Несломени“, Пазителката изпраща Сестрите на мрака да пият кръвта ѝ, за да се имунизират срещу магията, убивайки Дженсен в процеса; това обаче се случва в алтернативна времева линия.
- Таня Нолан и Джина Холдън като Дени Амнел – по-малката сестра на Калан и Изповедник. От детството си Дени винаги е гледала с уважение на Калан. В сезон 1, епизод 10, „Жертвоприношение“, Дени и останалите изповедници (с изключение на Калан) бягат във Валерия със сина на Дени (мъж Изповедник), но морещица в крайна сметка ги убиват всички. В сезон 2, епизод 7, „Възкресение“, Дени и магьосник я възкресяват, но тя бяга от тях и живее с детето на жената, в чието тяло е бил поставен духът ѝ.
- Джон Брейзър като Тадикус Зорандер – братът на Зед. От детството си Тадикус винаги е таял негодувание към Зед, тъй като последният е имал магия като баща им, а той – не, и често е забърквал в неприятности. Той се е възползвал от всяка възможност, за да убие Панис Рал – убиецът на баща им.
- Джей Лага'ая като Дел „Чейс“ Брандстоун (сезон 1) – граничният пазач на Хартланд. Чейс винаги е правил всичко възможно, за да помогне на Ричард.
- Даниел Кормак като Шота - Вещицата от Агаден Рийч. В сезон 1 Шота се опитва да помогне на екипа със знанията си за пророчествата и уменията си на вещица. В сезон 2 Шота се опитва да убие Ричард и да назначи нов Търсач, заради пророчеството, което гласи, че Търсачът ще достави Камъка на сълзите на Пазителя.
- Кевин Дж. Уилсън като генерал Егремонт – най-довереният съветник на лорд Рал. Генерал Егремонт никога не е мамил Рал и дори би дал живота си за него.
- Джесика Маре като Дена – Морд-Сит. Когато не успява да пречупи Ричард, Даркен Рал ѝ дава втори шанс. Когато тя отново се проваля, Ричард ѝ позволява да избяга, за да избегне гнева на Рал. В сезон 2, епизод 7, „Възкресение“, тя убива Ричард и вселява духа на обучен генерал от Д'Харан в тялото му. Калан убива генерала и магьосник, а Кара възкресява Ричард. В сезон 2, епизод 8, „Светлина“, Кара я прострелва през гърдите със стрела и тя пада от скала и умира.
- Елизабет Хоторн в ролята на Аналина Алдурен – прелат на Сестрите на светлината. Ан е готова на всичко, за да изпълни „волята на Създателя“. Първо тя затваря Ричард в Двореца на пророците, след това го оставя да умре в Долината на погибелта и накрая изпраща фалшив Създател да го екзекутира. Ричард обаче всеки път успява да се измъкне.
- Джолийн Блалок и Емили Фокслър като Ничи – бившата лидерка на Сестрите на мрака. Когато Ничи изпълнява обещание на Пазителя, че ще я защити, ако му служи, тя се превръща в една от най-лоялните и смъртоносни негови слуги. Това се променя, когато Ричард я убеждава, че силата ѝ е нейна и само нейна и че не е нужно да служи на Създателя, Пазителя или на себе си. От този момент нататък Ничи служи само на себе си и престава да служи на Пазителя.
- Елизабет Блекмор като Мариана – настоящата лидерка на Сестрите на мрака. След като Ничи си тръгва, Мариана поема лидерството. Мариана никога не е предавала Пазителя и е много лоялна към него. Тя се появява като повтарящ се злодей от епизоди 39 до 44. В сезон 2, епизод 22, „Сълзи“, Ричард в крайна сметка я убива с Меча на истината.

## „Мечът на истината“ в България
Стартира по bTV от 26 септември 2009 г. Излъчва се всяка събота от 13:00. Първият му сезон завърши на 27 февруари 2010 г., като последните два епизода се излъчиха, всяка събота от 15:00. Първият сезон започва отново на 1 февруари 2011 г., от вторник до събота в 00:00 и завършва на 2 март 2011 г.